# Miss Beleza Internacional 2016
Miss Beleza Internacional 2016 foi a 56ª. edição do tradicional concurso de beleza feminino realizado anualmente em território asiático, mais precisamente no Japão. Participaram do certame cerca de sessenta e nove países disputando a coroa que pertencia à venezuelana Edymar Martínez, vencedora do ano passado. O evento teve sua final televisionada via livestreaming direto do Tokyo Dome City Hall, em Tóquio. O certame têm a frente a organização do Governo de Turismo e Cultura do Japão  sob o patrocínio da Panasonic. A vencedora se torna uma embaixadora da paz entre as nações e passa um ano viajando divulgando também a missão do próprio concurso.

## Resultados

### Colocações
| Posição                 | País e Candidata |
| Vencedora               | - Filipinas - Kylie Verzosa |
| 2º. Lugar               | - Austrália - Alexandra Britton |
| 3º. Lugar               | - Indonésia - Felicia Hwang |
| 4º. Lugar               | - Nicarágua - Brianny Chamorro |
| 5º. Lugar               | - Estados Unidos - Kaitryana Leinbach |
| (TOP 15) Semifinalistas | - Argentina - Yoana Don - Canadá - Amber Bernachi - El Salvador - Elizabeth Cader - Finlândia - Emilia Seppänen - Japão - Junna Yamagata - México - Geraldine Ponce - Polônia - Magdalena Bieńkowska - República Dominicana - Cinthya Núñez - Rússia - Alisa Manenok - Tailândia - Pattiya Pongthai |

### Prêmios Especiais
Faixas dadas respectivamente por Ray Hayek, Hiroya Otsuka e Shigeru Dono:
| Prêmio              | País e Candidata               |
| Miss Corpo Perfeito | - Moldávia - Alina Kirchiu     |
| Miss Melhor Vestido | - Indonésia - Felicia Hwang    |
| Melhor Traje Típico | - Nicarágua - Brianny Chamorro |

### Ordem do Anúncio

#### Top 15
1. Nicarágua
2. Indonésia
3. Finlândia
4. México
5. Estados Unidos
6. Japão
7. El Salvador
8. Canadá
9. República Dominicana
10. Argentina
11. Filipinas
12. Austrália
13. Rússia
14. Tailândia
15. Polônia

## Resposta Final
Todas as finalistas tiveram um tempo para dar seu discurso de por que deve ser a eleita. A vencedora declarou:
| “ | Três coisas vêm a minha mente quando eu penso sobre o Miss Internacional: Cultura, educação e compreensão internacional. Essas três coisas trabalham em conjunto para que a marca do concurso Miss Internacional se torne relevante para a comunidade global atual. Se eu me tornar a Miss Internacional 2016, eu mesma irei pregar a cultura de compreensão internacional mútua, pois acredito que isso desenvolve em nós uma sensibilidade a outras culturas e expande os nossos horizontes, tolerância à diferenças e apreciação à diversidade. Tudo isso nos permitirá alcançar a compreensão internacional. E eu acredito que estou preparada para assumir essa responsabilidade. Domo arigatou gozaimasu (obrigada). | ” |

## Outros Prêmios

### Miss Five Continents

#### Miss Cinco Continentes
As faixas foram dadas por: Hiromu Ikeda, Izumi Meguro e Setsuji Koyama.
| Posição  | País e Candidata               |
| África   | - Serra Leoa - Maseray Swarray |
| Américas | - Equador - Ivanna Abad        |
| Ásia     | - Hong Kong - Kelly Chan       |
| Europa   | - Holanda - Melissa Scherpen   |
| Oceania  | - Havaí - Guinevere Davenport  |

## Candidatas
Disputaram o título este ano: 
| - África do Sul - Tharina Botes - Argentina - Yoana Don - Aruba - Tania Nunes - Austrália - Alexandra Britton - Bélgica - Caroline Van Hoye - Bielorrússia - Ekaterina Savchuk - Bolívia - Katherine Añazgo - Brasil - Manoella Alves - Canadá - Amber Bernachi - China - Xinna Zhou - Colômbia - Daniela Herrera - Coreia do Sul - Kim Min Jeong - Costa Rica - Raquel Guevara - Cuba - Dania Quesada - Dinamarca - Sara Danielsen - Equador - Ivanna Abad - El Salvador - Elizabeth Cader - Eslováquia - Michaela Meňkyová - Espanha - Anabel Delgado - Estados Unidos - Kaitryana Leinbach - Filipinas - Kylie Verzosa - Finlândia - Emilia Seppänen - França - Khaoula Najine | - Gana - Cindy Kofie - Gibraltar - Joseanne Bear - Guadalupe - Presile Adolphe - Guão Annalyn Buan - Guatemala - Laura Vadillo - Haiti - Cassandre Joseph - Havaí - Guinevere Davenport - Holanda - Melissa Scherpen - Honduras - Andrea Salinas - Hong Kong - Kelly Chan - Hungria - Csillag Szabó - Índia - Rewati Chetri - Indonésia - Felicia Hwang - Irlanda - Catherine Gannon - Japão - Junna Yamagata - Líbano - Stephanie Karam - Macau - Sulin Ip - Malásia - Olivia Nicholas - Marianas Setentrionais - Peachy Quitugua - Maurício - Shavina Hulkua - México - Geraldine Ponce - Moldávia - Alina Kirchiu - Mianmar - Ein Gyin Htoo | - Nepal - Barsha Lekhi - Nova Zelândia - Jessica Tyson - Nicarágua - Brianny Chamorro - Nigéria - Ivie Akpude - Noruega - Camila Devik - Panamá - Daniela Ochoa - Peru - Danea Panta - Polônia - Magdalena Bieńkowska - Porto Rico - Gabriela Berríos - Portugal - Carina Frazão - Reino Unido - Romy Simpkins - República Dominicana - Cynthia Núñez - Rússia - Alisa Manenok - Serra Leoa - Maseray Swarray - Singapura - Huiqi Wang - Sri Lanca - Ayesha Fernando - Suécia - Maria Taipaleenmäki - Tailândia - Pattiya Pongthai - Taiwan - Ai-Ning Tan - Tunísia - Hima Telmoudi - Ucrânia - Viktoriia Kiose - Venezuela - Jessica Duarte - Vietnã - Phạm Ngọc Linh |

## Histórico

### Desistências
- Bahamas - Devontae Pinder

- Belize - Marcia Moody

- Egito - Hager Ahmed

- Luxemburgo - Kátia dos Santos

- Paraguai - Tatiana Rolín

- Quirguistão - Begimai Karybekova

- Turquia - Çağla Çukurova [10]

### Trocas
- El Salvador - Alexandra Gúzman ► Elizabeth Cader

- Gana - Georgette Adeyiga ► Cindy Kofie

- Guatemala - Lucía Villagrán ► Laura Vadillo

- Maurício - Manjusha Faugo ► Shavina Hulkua

- Suécia - Clara Långsjö ► Maria Taipaleenmäki

## Crossovers
Candidatas em outros concursos:
Miss Universo
- 2014:  Porto Rico - Gabriela Berrios
  - (Representando Porto Rico em Doral, nos Estados Unidos)

Miss Mundo
- 2014:  Argentina - Yoana Don
  - (Representando a Argentina em Londres, na Inglaterra)
- 2015:  República Dominicana - Cynthia Núñez
  - (Representando a Rep. Dominicana em Sanya, na China)

Miss Terra
- 2015:  Suécia - Maria Taipaleenmäki
  - (Representando a Suécia em Viena, na Áustria)

Miss Mundo Universitária
- 2016:  Índia - Rewati Chetri
  - (Representando a Índia em Beijing, na China)

Rainha Hispano-Americana
- 2015:  Argentina - Yoana Don (4º. Lugar)
  - (Representando a Argentina em Santa Cruz, na Bolívia)